# David B. Steinman

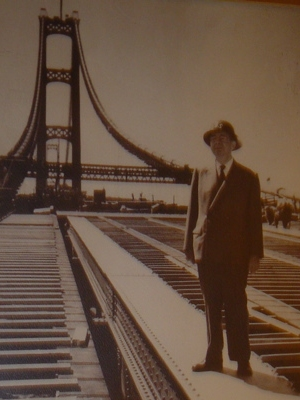
David B. Steinman

David B. Steinman (* 11. Juni 1886 in Chomsk, Bezirk Brest, heute Belarus; † 21. August 1960 in New York City, USA) war ein amerikanischer Brückenbau-Ingenieur, der insbesondere durch seine Mackinac Bridge über die gleichnamige Wasserstraße zwischen dem Michigan- und dem Huronsee bekannt wurde.

## Leben und Leistungen
David Barnard Steinman war eines von sieben Kindern einer Familie belarussischer Einwanderer, von der sonst wenig bekannt ist. Nach einigen Quellen wurde er am 11. Juni 1886 in Chomsk heute im Bezirk Brest in Belarus geboren und emigrierte mit seinen Eltern 1890 nach New York City, nach anderen wurde er an diesem Datum in New York City geboren, aber nach Ratigan und seinen eigenen Angaben wurde er 1887 in New York City geboren. Er verbrachte seine Kindheit im Schatten der Brooklyn Bridge, während in der Nähe die Williamsburg Bridge gebaut wurde. Er absolvierte 1906 das City College of New York mit summa cum laude und studierte anschließend an der Columbia University, wo er 1909 als Civil Engineer mit einer Arbeit über einen Stahlfachwerkbogen für die zukünftige Henry Hudson Bridge promovierte. Kurz danach wurde er von der University of Idaho in Moscow, Idaho zum Professor für Ingenieurwissenschaften berufen, dem jüngsten in den Vereinigten Staaten.

### Erste Brückenbauten
Bald zog es Steinman wieder nach New York zurück. Er bewarb sich deshalb bei Gustav Lindenthal, der den Bau der Hell Gate Bridge leitete. Lindenthal stellte ihn und den wenige Jahre älteren Othmar Ammann als Assistenten ein, womit die Grundlage für eine 40 Jahre dauernde Rivalität zwischen Ammann und Steinman gelegt wurde. In der Zeit arbeitete er auch an der Sciotoville Bridge, einer Eisenbahnbrücke über den Ohio River. Nach dem Ersten Weltkrieg arbeitete er zunächst als Assistant Engineer an der Fertigstellung der Kingston–Port Ewen Suspension Bridge (Roundout Creek Bridge) über den Hudson River und für die New York Central Railroad.

### Robinson & Steinman
1920 schlug Holton D. Robinson (1863–1945), einer der Ingenieure der Williamsburg Bridge, Steinman eine Zusammenarbeit am Entwurf der Hercílio-Luz-Brücke in Florianópolis, Santa Catarina, Brasilien vor. Kurz darauf gründeten sie das Büro Robinson & Steinman, das sich zu einem erfolgreichen Ingenieurbüro entwickelte, mit dem sie bis zu Robinsons Tod 1945 zahlreiche Brücken weltweit entwarfen und bauten. Neben der 1926 fertiggestellten Brücke in Florianópolis sind die wichtigsten
- die erste Carquinez-Brücke (1927) an der San Pablo Bay nordöstlich von San Francisco, die zweitgrößte Auslegerbrücke der USA,
- die Mount Hope Bridge (1929), eine Hängebrücke in Rhode Island,
- die Pont de Grand-Mère (1929), eine Hängebrücke in Shawinigan-Grand-Mère, Québec, Kanada,
- die St. Johns Bridge (1931), eine Hängebrücke in Portland, Oregon,
- die Waldo-Hancock Bridge (1931), eine Hängebrücke in Maine,
- die Henry Hudson Bridge (1936), über die er seine Doktorarbeit geschrieben hatte,
- das Thousand-Islands-Bridge-System (1938/1939), eine Serie von Brücken über den Sankt-Lorenz-Strom zwischen den Vereinigten Staaten und Kanada,
- die Sullivan-Hutsonville Bridge (1939), eine unechte Hängebrücke über den Wabash River zwischen Illinois und Indiana,
- die Deer Isle Bridge (1939), eine Hängebrücke in Maine.

Nach Robinsons Tod 1945 führte Steinman das Büro mit anderen Partnern weiter als Steinman, Boynton, Gronquist & London, später als Steinman, Boynton, Gronquist & Birdsall, das 1988 schließlich von der Parsons Transportation Group übernommen wurde. Aus dieser Zeit sind zu nennen
- die 1948 beginnende Renovierung der Brooklyn Bridge,
- die Mackinac Bridge (1957), eine als sein Hauptwerk angesehene Hängebrücke über die gleichnamige Wasserstraße zwischen dem Michigan- und dem Huronsee,
- die Kingston–Rhinecliff Bridge (1957), eine Fachwerkbrücke über den Hudson River,
- die Brücke des 14. Juli (1964), eine Hängebrücke über den Tigris in Bagdad, Irak
- die Ponte 25 de Abril (1966), eine Hängebrücke über den Tejo in Lissabon, Portugal, deren von seinem Büro Steinman, Boynton, Gronquist & London ausgearbeiteten Entwurf er noch beeinflusst hatte.

David B. Steinman wurde in Fachkreisen als einer der herausragenden Brückenbau-Ingenieure insbesondere für den Bau großer Hängebrücken anerkannt. In der allgemeinen Öffentlichkeit stand er allerdings immer im Schatten von Othmar Ammann, der mit seiner George Washington Bridge das meiste Aufsehen erregt hatte. Steinmans Hoffnung, dafür die Liberty Bridge über den New Yorker Hafen bauen zu können, wurde durch den Einsturz der Tacoma-Narrows-Brücke zunichtegemacht, durch den zunächst alle größeren Hängebrückenprojekte aufgeschoben wurden.
David B. Steinman hatte beim Bau der Thousand Islands Bridge und der Deer Isle Bridge erfahren, wie windempfindlich lange und schmale Hängebrücken sein können. Diese Erfahrung brachte ihn zu der Erkenntnis, dass die allseits anerkannte und auch von ihm angewandte und weiterentwickelte Deflektionstheorie in ihrer damaligen Form die aerodynamischen Auswirkungen des Windes überhaupt nicht berücksichtigte – was kurz darauf durch den Einsturz der von Moisseiff geplanten Tacoma-Narrows-Brücke am 7. November 1940 bewiesen wurde. David B. Steinman reagierte darauf, indem er die von 1954 bis 1957 gebaute und als sein Lebenswerk angesehene Mackinac Bridge mit extrem tiefen und steifen Trägern aus winddurchlässigen Fachwerkkonstruktionen versah. Er begründete damit die Bauweise, Hängebrücken die erforderliche Steifigkeit durch Fachwerkträger zu geben, die später amerikanische Hängebrücken genannt wurden, im Gegensatz zu den europäischen Hängebrücken mit flachen, aerodynamisch geformten Hohlkastenträgern.
Zu Steinmans großer Enttäuschung wurde sein Rivale Othmar Ammann auch mit der Verrazzano-Narrows Bridge (1959–1964) beauftragt, wohl aufgrund dessen besserer Kontakte zu Robert Moses, dem bei der Vergabe von Brücken wichtigsten Mann in New York City. Steinmans Streben, noch eine wirklich große Hängebrücke zu bauen, führte ihn zur Ausarbeitung von Entwürfen für eine Brücke über die Straße von Messina – deren Bau auch heute noch nicht absehbar ist.